# إنسان سلف
إنسان سلف (الاسم العلمي: Homo antecessor) هو جنس بشري (أو ربما سلالة) مُنقرض؛ حيث يرجع تاريخه من 1.2 مليون إلى 800.000 سنة مضت، وقد تم اكتشافه من قبل كل من أودلاد كاربونيل، خوان لويس أرسواجا وبرموديز دي كاسترو. حيث اعتبر الثلاثة أن هذا «الهومو»
«فريدٌ من نوعه؛ فهو مزيج من الإنسان البدائي ويحتوي على بعض صفات الإنسان الحديث مما قاد الباحثين إلى اعتباره كنوع جديد من الحفريات فأطلقوا عليه اسم إنسان سلف وذلك بحلول عام 1997.» كما أشار الباحثين إلى أن هذا الإنسان ربما استوطن في أفريقيا وذلك بسبب أسنانه الكبيرة نوعا ما والتي تُميز الأفارقة، وما زاد من صحة هذه «الفرضية» هم أشباه البشر الذين توسعوا في أوراسيا، وباتوا واحدا من أقدم الأنواع البشرية المعروفة في أوروبا ولم يكن هذا ليُعرف لولا حجم الأسنان (إضافة لبعض الدلائل الأخرى).
يتكون اسم هذا الإنسان من شقين؛ فالأول كلمة «إنسان» وهي تعني باللاتينية هومو، أما الشق الثاني فهو كلمة «سلف» وهي ترجمة لـ antecessor التي تدل على الأقدمية أو الأسبقية، وهذا يعني أن هؤلاء الناس ينتمون إلى أول أفواج المهاجرين الذين رحلوا من أفريقيا صوب قارة أوروبا مما يُفسر العثور على أجزاء منهم في القارتين معاً.
مختلف علماء الآثار والأنثروبولوجيا كانوا قد ناقشوا كيف يُمكن للإنسان السلف أن ينتمي لسلالة الإنسان؛ حيث تحروا في هذا الموضوع بدقة وذلك تفاديا للخطأ كما حصل مع بعض الأحفوريات من قبل والتي تك نسبها للإنسان عن طريق الخطأ. كما تناقش العلماء حول إمكانية تعلق وارتباط هذه السلالة بسلالة الهومو الأخرى في أوروبا؛ حيث اقترح بعضهم فرضية تقوم على أن الإنسان السلف هو عبارة عن حلقة تطورية بين الإنسان العامل وإنسان هايدلبيرغ، والبعض الآخر قد أشار إلى أن إنسان السلف قد يكون آخر سلف مشترك حديث للبشر البدائيون وذلك لأنه مزيج بين الإنسان البدائي نفسه وبعض الصفات البشرية الحديثة التي قد تُعتبر ميزات فريدة من نوعها كونها تتوفر عند الإنسان العاقل وفقط. أما المؤلف ريتشارد كلاين فقد قال أن هذا النوع هو نوع منفصل ولا علاقة له بالإنسان العاقل بل ربما تطور من الإنسان العامل.
بعض العلماء يعتبرون الإنسان السلف من نفس نوع إنسان هايدلبيرغ الذي سكن أوروبا ما بين 600.000 حتى 250.000 سنة مضت (أي في العصر الحديث الأقرب). لكن صعوبة هذه الفرضية تتجلى أساسا في عدم الكشف والاكتشاف الكامل لجمجة الإنسان السلف؛ حيث تم الكشف ولحد الساعة _2018_ عن أربعة عشر شظية من عظام الفك السفلي فقط، لكن هؤلاء العلماء يشيرون إلى حقيقة أن معظم أنواع الإنسان تتغير ملامحهم وميزاتهم خلال الحياة خاصة في فترة البلوغ وهذا ما حدث بالنسبة للإسان السلف؛ وتعلل هاته الفئة من العلماء بهذه الفرضية نظرا للخصائص الفزيولوجية والفزيائية المُتشابهة إلى حد ما بين كل من إنسان السلف وإنسان هايدلبيرغ.
وكان علماء هذا المجال قد قاموا بدراسة وتحليل الفك العلوي لهذا الأحفور والذي تم العثور على بعض من أجزائه في إسبانيا، وقد بينت القياسات الباليومغناطيسية أن عُمر الإنسان الذي تم العثور على شظايا منه يتراوح ما بين 850 و780 الف سنة. وفي عامي 1994 و1995، تم العثور في موقع أتابويركا التاريخي بإسبانيا على 80 حفرية تعود لستة أفراد يُرجح أنهم ينتمون للإسان السلف، كما ثم العثور على أثار للحم وعظام تعود لأنواع أخرى من الهومو مما يدل على أن الإنسان السلف كان آكلا للحوم البشر طوال حياته أو على الأقل في فترة من الفترات. يُشار إلى أن هذا النوع من الهومو كان له بالغ التأثير على بلدية أتابويركا؛ حيث نمت بشكل ملحوظ من الناحية الاقتصادية، الديموغرافية والمستوى الاجتماعي ويرجح الفضل في ذلك إلى الموقع الأثري الذي تم إنشائه فيها والذي ساهم في تحريك اقتصاد المنطقة بسبب السياح الذين توافدوا من مُختلف أقطار العالم للتعرف ورؤية بقايا الإنسان السلف. فـ 15% من السكان العاملين في البلدة هم فعلا سياح؛ لكن وفي المقابل فقد أثر هذا النمو الديموغرافي على المتحف نفسه وذلك بسبب هجرة السكان نحو البلدية واستواطنهم لها مما عجل بتقليل المساحات التي يُمكن فيها العثور على بقايا أخرى مهمة كما حصل من قبل.
لم تكن إسبانيا المنطقة الوحيدة التي تم العثور فيها على بقايا لهذا الإنسان، بل إن إنجلترا أيضا انضمت إلى قائمة الدول وذلك بعدما عثر باحثون فيها على آثار أقدام يُفترض أن تكون للإنسان السلف خاصة وأنه يرجع تاريخها إلى أكثر من 800.000 سنة مضت. يُشار إلى أته ثم العثور على آثار الأقدام هذه في منطقة هايسبرو الواقعة على ساحل نورفولك بإنجلترا والتي محاها ودمرها في فترة من الفترات.

## تفسير النسل
اكتشف الإنسان السلف العديد من علماء الآثار بما في ذلك خوسيه برموديز دي كاسترو من إسبانيا وتحديدا من المتحف الوطني للعلوم الطبيعية، ثم خوان لويس أرسواجا من جامعة كمبلوتنسي في مدريد وإيدالد كاربونيل من جامعة تاراغونا، وقد اتفق الثلاث على منحه اسم إنسان بسبب تطوره وشبهه الكبير بالهومو، أما لقب سلف فقد مُنح له بسبب أقدميته حيث أنه عاش أزيد من 1.5 مليون سنة في أفريقيا ومن ثم هاجر إلى أوروبا، مما دفع البعض إلى الاعتقاد بإن إنسان هايدلبيرغ يرجع أصله ونوعه إلى الإنسان السلف وأنه تطور منه، ثم عاد هذا الأخير للتطور مجددا فأصبح من سلالة البشر البدائيون دون أن يتعارض كل هذا مع تحليل وعلم الوراثة العرقي.
في عام 2013 تم تحليل الحمض النووي لفخد إحدى الأنواع التي يُقدر عمرها بـ 400.000 سنة والتي تم العثور عليها مجددا في موقع أتابويركا التاريخي لكن النتائج خيبت التوقعات حيث لم تكشف عن التسلسل الذي أراد العلماء التأكد منه بل لم تُساعد في التغلب على التناقضات؛ حيث أن التائج أوحت إلى أن أقرب «إنسان» للإنسان الحالي هو سلالة تُدعى دينيسوفانس (الاسم العلمي:  Denisovans) بدلا من البشر البدائيون كما كان متوقعا.
ووفقا لشبكة إكس العلمية فإن فريق التنقيب في الكهف الموجود في موقع غران دولينا قد نجح في توفير قاطع ربما يعود تاريخه إلى الإنسان السلف وإلى الحفرية الأخرى التي تم العثور عليها في نفس الكهف. وفي 2014 قامت مجلة العلوم الأثرية بنشر مقالٍ أكدت فيه على أن الإنسان السلف قد عاش في غران دولينا قبل 900.000 سنة من الآن.
كما قام المركز الوطني الإسباني لأبحاث تطور الإنسان (CENIEH) في عام 2015 بنشر مقال تحت عنوان «الإنسان السلف»، وحذر فيه باقي العلماء والدول من الخروج بتصريحات مُثيرة لا تُناسب المبدأ والنظرية العلمية كما أكد على أن التصريحات الغامضة التي يُدلي بها بعض علماء الآثار والمشكوك أصلا في صحتها قد تُسبب مواقف مُعادية بين مؤدي ومفنذي نظرية التطور، وخلص المقال إلى أن الأمور لا زالت غامضة حول هذا «الإنسان» ولم يتم التحقق بعد من أي شيء.

## علم وظائف الأعضاء
يبلغ طول الإنسان السلف حوالي 1.6–1.8 متر (5½–6 قدم) لذلك يُعتبر طويل القامة إلى حد ما، ويبلغ وزن الذكور ما يقرب من 90 كجم (200 باوند)، أما حجم الدماغ فيتراوح تقريبا ما بين 1000 و1150 سنتيمتر³، وهو أصغر بحوالي 1,350 سنتيمتر³ من متوسط دماغ الإنسان الحديث. وبسبب ندرة العثور على بقايا منه فالمعلومات عن الفسيولوجيا الخاصة به قليلة جدا بل تكاد تنعدم، ومع ذلك فإنه من المرجح أن يكون أكثر قوة من إنسان هايدلبيرغ.
وفقا لخوان لويس أرسواجا أحد المشاركين في إدارة الحفريات في بورغوس فإن غالبية أنواع الإنسان السلف يستعمل يده اليمنى مُقارنة باليسرى، وهي الصفة التي تُميز أنواعا مختلفة من القردة الأخرى؛ وتستند هذه الفرضية (أي فرضية استعمال اليد) على تقنيات التصوير المقطعي. ويدَّعي أرسواجا أيضا أن نطاق الترددات التي يستطيع الإنسان السلف السمع فيها مُشابه لتلك الترددات لدى الإنسان العادي، الأمر الذي جعله يشك في أن الإنسان الحالي هو مجرد إنسان تطور من الإسان السلف؛ وأن هذا الأخير كان يستخدم لغة رمزية خاصة به كما كان قادرا على العمل والإنتاج والتزاوج. ويقوم الفريق التابع لأرسواجا حاليا ببحوثات مكثفة قصد الحصول على الحمض النووي الخاص بالإنسان السف والذي قد يُغير الكثير من المفاهيم في علم الأحياء.
يعتقد الباحثون بناء على شكل وحجم أسنان الإنسان السلف أنه مر من نفس مراحل النمور والتطور بالنسبة للإنسان العاقل؛ وإن كان بوتيرة أسرع. كما يتميز هذا السلف بميزات هامة أخرى على غرار الانخفاض الموجود تحت العين والنثوء فوقها (الحاجب)؛ كما لا يتوفر على ذقن قوي إلا أن عامل السن والبلوغ قد يلعب دورا كبيرا في هذه الميزات وهذا ما يجعل العلماء غير متيقنين من ملاحظاتهم إلى حين العثور على بقايا كاملة لإنسان سلف ما.

## المواقع الأحفورية

### غران دولينا
اكتشف عالم الآثار إيدالد كاربونيل رورا من جامعة روفيرا فيرجيلي في طراغونة، إسبانيا وعالم الأنتروبولوجيا الآخر خوان لويس أرسواجا فيريراس من جامعة كمبلوتنسي بمدريد اكتشفا الإنسان السلف في غران دولينا (التي تعني حرفيا «المجرى الكبير») وتحديدا في موقع أتابويركا التاريخي شرق مدينة برغش التابعة لإسبانيا، حيث تم العثور على بقايا من هذا الإنسان صُنفت أنها بقايا من المستوى السادس. كما تم العثور عامي 1994/1995 على أكثر من 80 شظية عظام تعود ستة أفراد يُرجح أنهم ينتمون لسلالة الإنسان السلف، بالإضافة إلى ما يقرب من 200 أدات حجرية و300 عظام تعود لحيوانات مختلفة. يُشار إلى أن الأدوات الحجرية التي تم العثور عليها تشمل حجرا منحوتا بهيأة غريبة إلى حد ما وسكين. كل هذه البقايا مؤرخة في أقل من 900.000 سنة. إلا أن أفضل ما ثم العثور عليه بهيأة تكاد تكون سليمة هو الفك العلوي والعظم الجبهي لفرد (غالبا سيكون إنسان سلف) توفي في سن العاشرة أو الحادية عشر.

### سيما ديل إليفنت
في 29 يونيو 2007، أعلن مجموعة من الباحثين الإسبانيين الذين يعملون في منطقة سيما ديل إليفنت (التي تعني حرفيا «حفرة الفيل») التابعة لموقع أتابويركا التاريخي في إسبانيا عن عثورهم على حُفريات يعود تاريخها إلى ما بيت 1.2 و1.2 مليون سنة مضت. وبعد التحليل تبين أن تلك الأحفوريات تعود غالبا للإنسان السلف حيث وصفها العلماء بأنها «بالية» وتعود لفرد توفي ما بين 20 حتى 25 سنة، كما أعلن نفس الباحثين عن عثورهم على أدوات جديدة في 27 آذار/مارس 2008 شملت الفك السفلي وأدوات حجرية ثم عظام حيوانات معالجة. وتُعد هذه البقايا هي أقدم بقايا أسلاف الإنسان في أوروبا بعد بقايا الإنسان المنتصب الذي تم العثور عليه في جورجيا وقُدر تاريخه بـ 1.8 مليون سنة، هذا وتجدر الإشارة إلى أنه قد تم العثور على أسنان رضيع في منطقة أورثي قُدر عمرها بـ 1.4 مليون سنة.

### سوفولك، إنجلترا
في عام 2005، عُثر على أدوات حجرية (ربما هي عبارة عن أدوات صيانة) وأسنان تعود لحفريات يُرجح أن تكون للإنسان السلف، وكانت هذه البقايا موجودة في حفرة ماء في منحدرات بايكفيلد بالقرب من لويستوفت في سوفولك. وهذا يُشير إلى أن الإنسان السلف كان موجودا في إنجلترا قبل 700.000 سنة مضت (يُرجح أن يكون قد هاجر من إسبانيا لإنجلترا) ويُحتمل أن يكون خليط بين الإنسان السلف نفسه وإنسان هايدلبيرغ.

### نورفولك بإنجلترا
في عام 2010، تم العثور على أدوات حجرية في نورفولك بإنجلترا،  وقد تم التأكد فيما بعد أن الإنسان السلف هو الذي استخدمها، مما يُشير إلى أن هذا الإنسان قد عاش في إنجلترا قبل حوالي 950.000 سنة؛ وهو قريب جدا من الهومو المعروف بين ساكنة قارة أوروبا.
في مايو 2013، تم اكتشاف مجموعات من آثار أقدام متحجرة في مصب في هابيسبورغ (نورفولك)، ويُعتقد أن تعود لإنسان سلف قبل 800.000 سنة من الآن، وقد تم التأكد في وقت لاحق من النظرية حيث تبين أنها تعود لآثار أطفال ذكور بالغين من نوع الإنسان السلف. اعتُبرت المسارات فيما بعد أقدم آثار لأقدام البشر خارج أفريقيا؛ وكان هذا بمثابة دليل قطعي على أن البشر «القدماء» لم يستوطنوا أفريقيا فقط بل عاشوا في المملكة المتحدة وأجزاء من أوروبا الشمالية واستعملوا خلال فترات حياتهم فيها أدوات بدائية وحجرية وربما كانوا من أكلة لحوم البشر. في غضون أسبوعين كانت المسارات قد اختفت بسبب تأثير عدة عوامل، ولكن العلماء استطاعوا الحصول على تلك المسارات مجددا من خلال الاعتماد على تقنيات متطورة جدا ومُختلفة الحصول من بينها تقنية ثلاثية الأبعاد وكذلك المساحة التصويرية ثم صور بصمات تُنسب إلى الإنسان السلف.

### ليزيغنان لاكيب، فرنسا
تم العثور عام 2008 على عشرين أداة تعود إلى العصر الحجري القديم وقد بين التأريخ أن عمرها يتجاوز الـ 1.6 مليون سنة بقليل لكن لم يتم التأكد ما إذا كانت تعود لإنسان سلف أم لا.

## التصنيف
يُعتبر إنسان السلف نوعًا زمنيًّا وسيطًا بين الإنسان المنتصب (هومو إيركتوس) [منذ 1.9-1.4 مليون سنة] وإنسان هايدلبيرغ [منذ 0.8-0.3 مليون سنة]. مازال اشتقاق إنسان هايدلبيرغ من إنسان السلف محل جدل، على عكس القبول الواسع لاعتبار إنسان هايدلبيرغ السلف المباشر لإنسان نياندرتال والإنسان العاقل. تقترح الاكتشافات عن إنسان السلف أنه منحدر عن هومو إيركتوس الأفريقي (هومو إرغاستر) والذي هاجر إلى شبه الجزيرة الإيبيرية في فترة ما قبل 1.2 مليون سنة، وتطور إلى إنسان هايدلبيرغ قبل 0.8 مليون سنة، ثم إلى إنسان نياندرتال بعد 0.3 مليون سنة.
يقترح المؤلفون الآخرون تصنيف إنسان السلف كشكل أولي لإنسان هايدلبيرغ، والذي سيمد مدى إنسان هايدلبيرغ بمبدأ الأولوية التصنيفي إلى فترة ممتدة منذ 1.2-0.3 مليون سنة. يعتبر كلين (2009) أن إنسان السلف «سلف غير محتمل لإنسان هايدلبيرغ»، مفسرًا وجود إنسان السلف كـ«محاولة فاشلة لاستعمار جنوب أوروبا».
يظل تصنيف إنسان السلف كنوع منفصل مفتوحًا أمام الجدالات؛ حيث إن السجل الأحفوري مازال متناثرًا، خاصة أنه لم توجد أي جمجمة كاملة حتى الآن، فلا يوجد سوى 14 قطعة وعظام الفك السفلي عنه. أقيمت المقارنات التشريحية بين أطفال الإنسان العاقل وأطفال إنسان السلف، وبناءً على هذه المقارنات، يجادل البعض باحتمالية عدم التشابه الكامل بين بالغي الإنسان العاقل وإنسان السلف.

## السلوك
في المناطق التي تواجد بها إنسان السلف، استُخرجت أمثلة عديدة على اللحوم منزوعة من العظام، وبناءً على هذه الاكتشافات، يجادل البعض أن إنسان السلف مارس أكل المثيل.

## كتب إضافية
- كتاب فجر رجل الصادر سنة 2000 للكاتب روبن ماك كاي (بي بي سي (ردمك 0-7894-6262-1)